# Незири, Нооралотта
Нооралотта Мария Незири (фин. Nooralotta Maria Neziri; род. 9 ноября 1992, Турку, Финляндия) — финская легкоатлетка, одна из лучших спортсменок страны в беге на 100 метров с барьерами.
Включена в сборную Финляндии на летних Олимпийских играх 2016 года.

## Биография
Родилась 9 ноября 1992 года в Турку в смешанной албанско-финской семье (мать — финка, отец македонский албанец). После переезда семьи в Пори начала заниматься лёгкой атлетикой.
В 2013 году на чемпионате Европы среди молодёжи в Тампере в беге на 100 метров с барьерами завоевала бронзу.
17 августа 2013 года на чемпионате мира по лёгкой атлетике в Москве в забеге на 100 метров с барьерами, хотя и не прошла в финал, установила новый национальный рекорд в этой дисциплине (13,04).
13 июля 2014 года на соревнованиях в Куортане установила новый рекорд для Финляндии, пробежав стометровку за 12,98 секунды.